# Мурело
Мурѐло (на италиански: Murello; на пиемонтски: Murel, Мурел) е село и община в Северна Италия, провинция Кунео, регион Пиемонт. Разположено е на 260 m надморска височина. Населението на общината е 962 души (към 2010 г.).